# Alzano Scrivia
Alzano Scrivia là một đô thị ở tỉnh Alessandria trong vùng Piedmont của Italia, có vị trí cách khoảng 90 km về phía đông của Torino và khoảng 25 km về phía đông bắc của Alessandria. Tại thời điểm ngày 31 tháng 12 năm 2004, đô thị này có dân số 409 người và diện tích là 2,1 km².
Alzano Scrivia giáp các đô thị: Castelnuovo Scrivia, Guazzora, Isola Sant'Antonio, và Molino dei Torti.